# 魔女狩りNIGHT VI
『魔女狩りNIGHT VI』（マジョガリナイト・シックス）は、1993年8月29日に配布されたGLAY、Fanatic、BLUEのオムニバスデモテープである。

## 概要
- GLAYらが中心となって行われていたイベント「魔女狩りNIGHT」にて配布されたデモテープ。
- GLAY、Fanatic、BLUEの楽曲が一曲ずつ収録されている。

## 収録曲 (GLAY)
1. LADY CLOSE